# Diócesis de Dubrovnik
La diócesis de Dubrovnik (en latín: Dioecesis Ragusina y en croata: Dubrovačka biskupija) es una circunscripción eclesiástica latina de la Iglesia católica en Croacia, sufragánea de la arquidiócesis de Split-Makarska. La diócesis tiene al obispo Roko Glasnović como su ordinario desde el 30 de noviembre de 2021. 

## Territorio y organización
La diócesis tiene 1368 km² y extiende su jurisdicción sobre los fieles católicos de rito latino residentes en la porción meridional de la Dalmacia croata.
La sede de la diócesis se encuentra en Dubrovnik, en donde se halla la Catedral de la Asunción de María. En Korčula se encuentra la excatedral de San Marcos.
En 2019 en la diócesis existían 61 parroquias.

## Historia

### Sede de Epidauro
Epidauro, una ciudad romana más tarde llamada Ragusa Vecchia, pronto fue la sede de una comunidad cristiana, atestiguada en la vida del ermitaño Hilarión escrita por Jerónimo, donde se dice que, el santo ermitaño, para escapar del mundo y la notoriedad, se refugió en Epidauro, que pronto tuvo que abandonar, sin embargo, porque los cristianos locales lo buscaban. Esta historia habría ocurrido hacia el 360/370, y daría fe de la existencia de una comunidad cristiana en Epidauro desde mediados del siglo IV.
La certificación de la sede episcopal de Epidauro es posterior. Los primeros obispos históricamente documentados son Fabriciano y Pablo, que participaron en los concilios provinciales de Salona en 530 y 532, sede metropolitana de la que Epidauro era sufragánea.
Las cartas del papa Gregorio Magno llevan el nombre de otro obispo de Epidauro, Fiorenzo, que fue depuesto por su metropolitano Natal de Salona hacia 592, pero sin respetar las reglas canónicas de la época. Este hecho estuvo en el origen de un intercambio de cartas, porque los fieles de Epidauro, todavía en 597, clamaban por el regreso de Fiorenzo a su diócesis. La falta de más documentos no permite saber cómo terminó el asunto.
A partir de principios del siglo VII, la región fue devastada por las incursiones de las tribus eslavas. Epidauro fue destruida definitivamente hacia 639 por los ávaros y los habitantes, incluido el obispo, encontraron refugio en el castillo de Lausio, cerca de la actual Dubrovnik.

### Sede de Ragusa
Desde mediados del siglo VII Ragusa (nombre de italiano de Dubrovnik) heredó por LO tanto la organización eclesiástica que había pertenecido a Epidauro y en algunos documentos posteriores sus obispos todavía llevan el título de Epidauritanus. En el Concilio de Spalato en 926/927 la diócesis de Ragusa fue sometida a la provincia eclesiástica de Spalato (nombre en italiano de Split), que a su vez había heredado los derechos metropolitanos de la destruida Salona.
Según la tradición, durante el siglo X, tras la destrucción de la ciudad de Doclea, sus metropolitanos se trasladaron a Ragusa. Este hecho llevó a Ragusa a reclamar para sí derechos metropolitanos en detrimento de Spalato y también de Antivari (nombre en italiano de Bar), que a su vez reclamaba los derechos de la que había sido sede de Doclea. La historia de estas disputas es muy confusa, sobre todo porque se produjeron documentos falsos para garantizar las prerrogativas metropolitanas. Tal, por ejemplo, se cree que es la bula del papa Zacarías de 743, con la que el pontífice atribuyó el palio al arzobispo Andrea de Ragusa.y al mismo tiempo enumeró las diócesis dependientes de su provincia eclesiástica. Con esta bula querían demostrar la antigüedad de la sede metropolitana de Ragusa.
Ragusa está ciertamente atestiguada como sede metropolitana en la bula del papa Benedicto VIII del 27 de septiembre de 1022, con la que el pontífice envió el palio a Vitali archiepiscopo sancte Epitabritane sedis. Se discute el período exacto en el que Ragusa fue elevada a metrópolis, ya sea con Vitale o con Giovanni, hacia finales del siglo X, según cuentan algunas tradiciones.
Igualmente incierto y confuso es establecer la provincia eclesiástica sobre la que los metropolitanos de Ragusa ejercieron su jurisdicción. En la lucha entre Ragusa y Antivari que se prolongó hasta mediados del siglo XIII, la producción de falsas bulas papales no facilitó el esclarecimiento de la cuestión. En las bulas auténticas de los papas Calixto II (1120) e Inocencio II (1142) se repite la misma lista de sufragáneas:  Zachulmie regnum et regnum Servilie Tribunieque regnum civitatem quoque Catharinensem seu Rose atque Buduanensem, Auarorum, Licinatensem atque Scodrensem nec non Drivastensem et Polatensem.
En 1199 Bar fue de nuevo elevada al rango de arquidiócesis metropolitana. Varias diócesis pertenecían a su provincia eclesiástica, incluidas Scutari, Pult, Drivasto y Dulcigno, que anteriormente pertenecían a Ragusa. Parece que la diócesis de Bosnia también perteneció a la provincia eclesiástica, hasta su traslado, a finales del siglo XII, a la provincia eclesiástica de Kalocsa. En el siglo XIII/XIV los sufragáneos de Ragusa fueron Budua, Risan, Ston y Curzola (nombre en italiano de Korčula) y Trebigne.
En 1409 un decreto del Senado de Ragusa estableció que a partir de ese momento los arzobispos no podían ser originarios de la ciudad. Esta ley estuvo en vigor hasta 1721.
Ludovico Beccadelli, arzobispo de 1555 a 1564, participó en el Concilio de Trento; de regreso a Ragusa, introdujo las reformas tridentinas y, sobre todo, dividió el territorio diocesano en parroquias.
Después de un período de 13 años de sede vacante, el 30 de junio de 1828 con la bula Locum beati Petri del papa León XII se amplió la sede de Ragusa para incorporar el territorio de las suprimidas diócesis de Curzola y Ston (Stagno en italiano), pero perdió el privilegio de sede metropolitana y se convirtió en sufragánea de la arquidiócesis de Zadar.
El 27 de julio de 1969 se restableció la provincia eclesiástica de Split-Makarska, de la que Ragusa se convirtió en sufragánea.

## Estadísticas
De acuerdo al Anuario Pontificio 2020 la diócesis tenía a fines de 2019 un total de 74 520 fieles bautizados.
| Año                                                                             | Población            | Población | Población      | Sacerdotes | Sacerdotes    | Sacerdotes    | Bautizados por sacerdote | Diáconos permanentes | Religiosos | Religiosos | Parroquias |
| Año                                                                             | Bautizados católicos | Total     | % de católicos | Total      | Clero secular | Clero regular | Bautizados por sacerdote | Diáconos permanentes | Varones    | Mujeres    | Parroquias |
| ------------------------------------------------------------------------------- | -------------------- | --------- | -------------- | ---------- | ------------- | ------------- | ------------------------ | -------------------- | ---------- | ---------- | ---------- |
| 1950                                                                            | 72 000               | 74 200    | 97.0           | 97         | 61            | 36            | 742                      |                      | 15         | 170        | 57         |
| 1970                                                                            | 72 000               | 85 000    | 84.7           | 117        | 72            | 45            | 615                      |                      | 80         | 274        | 65         |
| 1980                                                                            | 78 177               | 84 000    | 93.1           | 99         | 64            | 35            | 789                      |                      | 40         | 289        | 65         |
| 1990                                                                            | 71 754               | 89 000    | 80.6           | 96         | 58            | 38            | 747                      |                      | 40         | 270        | 61         |
| 1999                                                                            | 77 600               | 90 200    | 86.0           | 92         | 57            | 35            | 843                      |                      | 37         | 224        | 61         |
| 2000                                                                            | 77 500               | 90 050    | 86.1           | 91         | 56            | 35            | 851                      |                      | 37         | 216        | 61         |
| 2001                                                                            | 75 680               | 90 380    | 83.7           | 86         | 53            | 33            | 880                      |                      | 35         | 209        | 61         |
| 2002                                                                            | 74 512               | 86 642    | 86.0           | 96         | 61            | 35            | 776                      |                      | 43         | 226        | 61         |
| 2003                                                                            | 75 000               | 87 500    | 85.7           | 94         | 62            | 32            | 797                      |                      | 38         | 228        | 61         |
| 2004                                                                            | 75 400               | 87 900    | 85.8           | 86         | 55            | 31            | 876                      |                      | 33         | 210        | 61         |
| 2006                                                                            | 76 500               | 88 000    | 86.9           | 89         | 57            | 32            | 859                      |                      | 34         | 210        | 61         |
| 2013                                                                            | 76 560               | 86 896    | 88.1           | 87         | 53            | 34            | 880                      |                      | 36         | 210        | 61         |
| 2016                                                                            | 74 384               | 80 125    | 92.8           | 91         | 54            | 37            | 817                      |                      | 40         | 185        | 84         |
| 2019                                                                            | 74 520               | 80 800    | 92.2           | 83         | 52            | 31            | 897                      | 1                    | 35         | 180        | 61         |
| Fuente: Catholic-Hierarchy, que a su vez toma los datos del Anuario Pontificio. |                      |           |                |            |               |               |                          |                      |            |            |            |

## Episcopologio

### Obispos de Epidauro
- Fabriciano † (mencionado en 530)
- Paolo † (mencionado en 532)
- Fiorenzo † (?-592 depuesto)[14]
- Giovanni I † (circa 630-circa 661 falleció)

### Arzobispos y obispos de Ragusa
- Andrea I? † (mencionado en 743)[15]
- Giovanni II † (circa 940-970 falleció)
- Niceforo I † (circa 971-?)
- Niceforo II † (1010-?)
- Vitale I † (1022-después de 1047)
- Tribunio † (1057-1063)
- Vitale II † (1063/1064-20 de marzo de 1074 depuesto)
- Pietro † (1075-1115)
- Domenico † (circa 1115-circa 1121)
- Geraldo † (1121-?)
- Andrea II † (circa 1142-circa 1153 falleció)
- Tribunio Micheli † (1153-circa 1188)
- Bernardo I † (antes de 1189-?)
- Salvio I † (circa 1191-?)
- Gausono † (1194-1197)
- Bernardo II † (1197-15 de mayo de 1203 nombrado obispo de Carlisle)
- Leonardo † (antes de 1206-circa 1217 falleció)
- Arrengerio † (1222-1236 falleció)
- Giovanni III † (1238-1252 falleció)
- Giacomo I, O.F.M. † (circa 1253-1254 renunció)
- Giovanni IV † (circa 1256-circa 1257 renunció)
- Aleardo, O.F.M. † (antes de 1258-3 de noviembre de 1268 nombrado arzobispo de Oristán)
- Andrea Gausoni † (1269-circa 1276 renunció)
- Salvio † (5 de diciembre de 1276-circa 1278 falleció)
  - Marco da Venecia, O.F.M. † (circa 1278-circa 1278 falleció) (arzobispo electo)
- Bonaventura da Parma, O.F.M. † (23 de diciembre de 1281-después de 1296 falleció)
- Giacomo II † (circa 1293-? renunció)
- Bartolomeo † (7 de julio de 1312-8 de julio de 1317 nombrado arzobispo de Trani)
- Benedetto † (8 de julio de 1317-1317 falleció)
- Pietro de Martinis, O.P. † (19 de diciembre de 1317-? falleció)
- Lorenzo Feretrano, O.F.M. † (10 de febrero de 1322-31 de diciembre de 1323 falleció)
- Tommaso † (16 de mayo de 1324-? falleció)
- Elio de Saraca † (18 de febrero de 1341-circa 1360 renunció)
- Ugo de Scuria, O.F.M. † (15 de diciembre de 1361-12 de julio de 1370 nombrado obispo de Ostuni)
- Pietro Calice, O.P. † (12 de julio de 1370-?)
- Maffiolo Lampugnano † (octubre de 1385-10 de julio de 1387 nombrado arzobispo de Messina)
- Andrea da Durazzo, O.P. † (27 de mayo de 1388-13 de junio de 1393 falleció)
- Niccolò De Hortis † (25 de agosto de 1393-26 de julio de 1402 nombrado arzobispo de Manfredonia)
- Niccolò Sacchi, O.P. † (26 de julio de 1402-13 de enero de 1408 falleció)
- Beato Giovanni Dominici, O.P. † (28 de marzo de 1408-? renunció)
- Antonio da Rieti, O.F.M. † (29 de julio de 1409-circa 1440 falleció)
- Bongiovanni da Recanati † (6 de septiembre de 1440-2 de septiembre de 1460 falleció)
- Francesco Petri, O.S.M. † (13 de octubre de 1460-? falleció)
  - Antonio degli Agli † (24 de diciembre de 1465-4 de mayo de 1467 nombrado obispo de Fiesole) (arzobispo electo)
- Timoteo Maffei, C.R.S.A. † (4 de mayo de 1467-1470 falleció)
- Giovanni Venier † (12 de septiembre de 1470-10 de agosto de 1490 falleció)
- Giovanni Sacco † (29 de agosto de 1490-1505 falleció)
- Giuliano Maffei, O.F.M. † (18 de abril de 1505-1510 falleció)
- Rainaldo Graziani, O.F.M. † (5 de junio de 1510-1520 renunció)
- Filippo Trivulzio † (13 de marzo de 1521-después de 1543 falleció)
- Panfilo Strassoldo † (30 de enero de 1544-1545 falleció)
- Giovanni Angelo de' Medici † (14 de diciembre de 1545-1553 renunció, después fue electo papa con el nombre de Pío IV)
  - Sebastiano Portico † (1 de marzo de 1553-18 de septiembre de 1555 nombrado obispo de Foligno) (arzobispo electo)
- Ludovico Beccadelli (Beccadelli) † (18 de septiembre de 1555-1564 renunció)
- Crisostomo Calvino, O.S.B. † (17 de noviembre de 1564-16 de febrero de 1575 falleció)
- Vincenzo Portico † (9 de marzo de 1575-1579 renunció)
- Gerolamo Matteucci † (1 de junio de 1579-8 de agosto de 1583 nombrado obispo de Sarno)
- Raffaele Bonelli † (7 de octubre de 1583-4 de abril de 1588 falleció)
- Paolo Albero † (22 de agosto de 1588-31 de julio de 1591 renunció)
- Aurelio Novarini, O.F.M.Conv. † (31 de julio de 1591-1 de julio de 1602 nombrado obispo de San Marco Argentano)
- Fabio Tempestivo † (12 de agosto de 1602-1616)
- Vincenzo Lanteri, C.O. † (18 de mayo de 1616-19 de julio de 1628 nombrado obispo de Veroli)
- Tommaso Cellesi † (18 de septiembre de 1628-noviembre de 1633 falleció)
- Antonio Severoli † (3 de abril de 1634-3 de octubre de 1639 nombrado arzobispo titular de Nazaret)
- Bernardino Larizza † (16 de enero de 1640-abril de 1647 falleció)
- Pompeo Mignucci, O.S.H. † (16 de septiembre de 1647-10 de enero de 1650 nombrado obispo de Acquapendente)
- Francesco Perotti † (27 de junio de 1650-25 de septiembre de 1664 falleció)
- Pietro de Torres † (12 de enero de 1665-24 de enero de 1689 nombrado obispo de Potenza)
- Giovanni Vincenzo Lucchesini, O.S.M. † (28 de noviembre de 1689-13 de abril de 1693 nombrado obispo de Assisi)
- Placido Stoppa, C.R. † (8 de junio de 1693-11 de abril de 1699 nombrado obispo de Venosa)
- Tommaso Antonio Scotti † (24 de enero de 1701-12 de marzo de 1708 falleció)
- Andrea Roberti † (3 de octubre de 1708-27 de noviembre de 1713 nombrado obispo de Policastro)
- Giovanni Battista Conventati, C.O. † (26 de febrero de 1714-3 de julio de 1720 nombrado obispo de Terracina, Sezze e Priverno)
- Raimondo Gallani † (23 de marzo de 1722-10 de marzo de 1727 falleció)
- Felipe Itúrbide, O.Carm. † (25 de junio de 1727-1 de enero de 1728 renunció)
- Angelo Franchi, O.F.M. † (26 de enero de 1728-22 de septiembre de 1751 falleció)
- Hijacint Marija Milković, O.P. † (20 de marzo de 1752-21 de marzo de 1756 falleció)
- Arcangelo Lupi, O.P. † (18 de julio de 1757-27 de marzo de 1766 falleció)
- Nicola Pugliesi † (6 de abril de 1767-7 de julio de 1777 nombrado vicario apostólico de Constantinopla)
- Gregorio Lazzari, O.S.B. † (15 de diciembre de 1777-8 de enero de 1792 falleció)
- Ludovico Spagnoletti, O.F.M. † (26 de marzo de 1792-24 de junio de 1799 falleció)
- Nikola Ban † (12 de mayo de 1800-15 de abril de 1815 falleció)
  - Sede vacante (1815-1830)
- Antonio Giuriceo † (5 de julio de 1830-25 de marzo de 1842 falleció)
- Toma Jedrlinić † (30 de enero de 1843-1 de agosto de 1855 falleció)
- Vincenzo Zubranić † (19 de junio de 1856-15 de noviembre de 1870 falleció)
- Giovanni Zaffron † (1872-16 de septiembre de 1881 falleció)
- Mato Vodopić † (3 de julio de 1882-13 de marzo de 1893 falleció)
- Josip Grgur Marčelić † (18 de mayo de 1894-1 de septiembre de 1928 falleció)
- Josip Marija Carević † (13 de abril de 1929-9 de febrero de 1940 renunció[16])
  - Sede vacante (1940-1950)
- Pavao Butorac † (25 de septiembre de 1950-22 de noviembre de 1966 falleció)
- Severin Pernek † (10 de abril de 1967-7 de diciembre de 1989 renunció)
- Želimir Puljić (7 de diciembre de 1989-15 de marzo de 2010 nombrado arzobispo de Zadar)
- Mate Uzinić (24 de enero de 2011-4 de noviembre de 2020 nombrado arzobispo coadjutor de Fiume)[17]
- Roko Glasnović, desde el 30 de noviembre de 2021